# Roman Four Promontory
Roman Four Promontory är en udde i Antarktis. Den ligger i Västantarktis. Argentina, Chile och Storbritannien gör anspråk på området.
Terrängen inåt land är huvudsakligen kuperad, men åt nordväst är den platt. Havet är nära Roman Four Promontory åt sydväst. Trakten är glest befolkad. Närmaste befolkade plats är San Martín Station, 11,8 kilometer nordväst om Roman Four Promontory. 